# Sundome!! Milky Way
Sundome!! Milky Way (すんどめ!! ミルキーウェイ Sundome!! Mirukīu Ei?) es una serie de manga japonesa escrita e ilustrada por Kazuki Funatsu. Fue serializada en la revista de manga seinen Grand Jump de Shūeisha desde junio de 2016 hasta noviembre de 2019, con sus capítulos recopilados en nueve volúmenes tankōbon. Un final alternativo, titulado Sundome!! Milky Way: Another End se publicó por entregas en la misma revista de febrero a diciembre de 2020.

## Premisa
Sakura Yoshitake es una asalariada que trabaja para una empresa de alimentación. Un día, mientras conducía a casa, se estrella cuando ve un ovni y un aterrador extraterrestre. Se despierta en su apartamento y encuentra a una hermosa mujer llamada Lune cerca de él. Ella dice que se ha enamorado de él y quiere tener un hijo. Sin embargo, cada vez que se avergüenza, como cada vez que intentan tener relaciones sexuales, ella pierde el control de sí misma y se transforma en el terrorífico alienígena, complicando su vida amorosa.

## Publicación
Sundome!! Milky Way, escrita e ilustrada por Kazuki Funatsu, fue serializada en la revista de manga seinen Grand Jump de Shūeisha del 1 de junio de 2016 al 20 de noviembre de 2019. Shūeisha recopiló sus capítulos en nueve volúmenes tankōbon, publicados desde el 19 de julio de 2017, hasta el 19 de febrero de 2020. Una secuela, titulada Sundome!! Milky Way: Another End (すんどめ!! ミルキーウェイ ANOTHER END Sundome!! Mirukīu Ei Anazā Endo?), fue serializada en Grand Jump del 26 de febrero al 22 de diciembre de 2020. Se lanzó un solo volumen el 19 de febrero de 2021.
La serie fue licenciada en Norteamérica por Seven Seas Entertainment y la publicó bajo su sello para adultos Ghost Shipt.

### Lista de volúmenes

#### Sundome!! Milky Way
| Volúmenes de manga publicados | Volúmenes de manga publicados | Volúmenes de manga publicados |
| Número                        | Fecha de lanzamiento          | ISBN                          |
| ----------------------------- | ----------------------------- | ----------------------------- |
| 1                             | 19 de julio de 2017           | ISBN 978-4-08-890636-2        |
| 2                             | 17 de noviembre de 2017       | ISBN 978-4-08-890793-2        |
| 3                             | 19 de marzo de 2018           | ISBN 978-4-08-890869-4        |
| 4                             | 19 de junio de 2018           | ISBN 978-4-08-891058-1        |
| 5                             | 19 de octubre de 2018         | ISBN 978-4-08-891120-5        |
| 6                             | 19 de febrero de 2019         | ISBN 978-4-08-891217-2        |
| 7                             | 19 de junio de 2019           | ISBN 978-4-08-891306-3        |
| 8                             | 18 de octubre de 2019         | ISBN 978-4-08-891394-0        |
| 9                             | 19 de febrero de 2020         | ISBN 978-4-08-891485-5        |

#### Sundome!! Milky Way: Another End
| Volúmenes de manga publicados | Volúmenes de manga publicados | Volúmenes de manga publicados |
| Número                        | Fecha de lanzamiento          | ISBN                          |
| ----------------------------- | ----------------------------- | ----------------------------- |
| 1                             | 19 de febrero de 2021         | ISBN 978-4-08-891789-4        |

## Otras lecturas
- «ドSな会社員との、エッチでおバカな日常が面白い！ 少子化に悩む星からやってきた美少女宇宙人の目的は子作り……!?». Da Vinci News (en japonés). Kadokawa Corporation. 17 de marzo de 2019.